# Рогач Іван Андрійович
Іва́н Андрі́йович Рогач (29 травня 1914, Великий Березний, Закарпаття — 18 лютого 1942, урочище Бабин Яр, Київ) — український журналіст, громадський і політичний діяч. Заступник голови Організації Народної Оборони, член Головної Команди і військовий писар «Карпатської Січі», секретар Президента о. Августина Волошина, член проводу ОУН, головний редактор щоденної газети «Українське слово» (1941) та додатків до неї: тижневика літератури та мистецтва «Літаври» і понеділкового видання «Останні вісті».
Борець за незалежність України у ХХ сторіччі.

## Дитинство. Родина
Іван Рогач народився 29 травня 1914 року у Великому Березному. У великій селянській родині він був найстаршим сином із сімох дітей Андрія та Ганни Рогачів.
Батько Івана Рогача мав 2 класи освіти, але добре знав англійську, угорську, чеську та словацьку мови. Тричі побував на заробітках в Америці, аби купити землі, щоб можна було прогодувати сім'ю. Та з приходом «визволителів» земля перейшла до колгоспу. У громадському житі Андрій Рогач активність не проявляв. Жив селянським розумом: «Тихше їдеш — далі будеш». Можливо, тому прожив до 94-ліття.
Мати, Ганна Рогач, походила з родини Лацаничів. Її батько був довгий час старостою Великого Березного. Усі брати та сестри отримали вищу та середню спеціальну освіти. Ганні це не вдалося, бо як найстарша сестра мусила доглядати молодших. Але приклад родини, серед якої були й секретар губернатора Підкарпатської Русі, і посол Сойму Карпатської України, кадровий угорський солдат, та інші безперечно надихав і її. Тому вона все робила для того аби діти вийшли в люди. Саме мати стала двигуном, завдяки якому усі Рогачі отримали освіту. Була відомою активісткою та організаторкою. Виховувала дітей в українському національному дусі, змалечку читала їм «Кобзаря». На її долю як матері випали важкі випробування. Постійні обшуки жандармів, звістка про розстріл Івана й Ганнусі, важка невиліковна хвороба Андрія. Арешт на її очах наймолодшого Василя. Ось як змалював образ матері наймолодший брат Івана Рогача Василь у своїй автобіографічній книзі-спогадах «Виклик сатанинській імперії зла»: 
| Серцем відчула лихо, зрозуміла, що її наймолодшого сина теж не проминула біда. Вже четверту дитину. Дорога моя мати! На той час в моїх очах вона уособлювала всю Україну, до неї, як і до України, дуже підходили слова Тараса: „Хто тебе не мучив“… Чехи, мадяри, німці, більшовики. | Саме Василько в майбутньому і продовжив втілення ідей свого старшого брата Івана Рогача.

## Початок дорослого життя
Іван був невисокого зросту, найнижчим серед братів. За порадою вчителів Смеречанських Івана дали в науку. Закінчив Мукачівську торговельну академію. Учителював на Березнянщині. Далі вступив до Львівської греко-католицької богословської академії. Потім перевівся до Пряшева, звідти до Оломоуця, де закінчив свої студії. Під час навчання в Чехословаччині мав можливість отримувати стипендію, якщо б написав листа-прохання про визнання його чеської чи словацької національності, але Іван Рогач зазначав: 
| Я ніякий не чех, ні словак, ані русин, я був українцем, є і ним буду завжди. |
На священника не висвятився, бо настала гаряча політична пора, але такої думки не покидав.

| …З однієї сторони любив би ще остати на наступний рік і змагатися за докторатом, а з другої сторони бачу, що то не має великого значіння для мене…, хиба що можно конкурувати десь на професора, що цілком не є моїм ідеалом. Я хочу більше працювати між народом, на суспільному полі, бо до того чую особливішу охоту і спосібність… Хочу активно працювати між народом на релігійному, національному й політичному полі. Отже, якщо колись буду змагатися за докторатом теології і добюся до нього він всьо одно буде для мене мати чисто гонорове значіння, за яким я не дуже стремлю. Волошин великий чоловік, хоч і не доктор і більше зробив для нас, як 10 докторів. Передовсім свідома праця, а потім всякі почесті й гонори… | (Оломовц, 27 квітня 1937 — див. Додаток 1)
Був чудовим оратором. Андрій Патрус-Карпатський назвав його найвидатнішим речником Карпатської України. Саме Іван Рогач вів Всепросвітянський з'їзд 17 жовтня 1937 p., на якому на очах чеської поліції молодий націоналіст, якому було лише 23 роки, заприсягнув понад 30 000 присутніх учасників з усіх закутків Срібної Землі на вірність українському народові та прийняв від них урочисту присягу боротись за Українську державу: 
| Ми народились українцями й ними завжди хочемо бути! Інтерес групи чи партії не сміє бути вище від національного інтересу. Добро народу — це сучасна українська правда. Про неї мусимо пам'ятати всі, як селянин так, і інтелігент. Ласки просити ні від кого не будемо. Ми вже не покірні раби, чи всякі карпато-татро-лемко-бойко-роси, а свідомі українці !… |
Хоч ця присяга викликала посилене переслідування українських націоналістів чеською поліцією, арешти, обшуки й конфіскацію пресових органів, вона була водночас й переломним моментом у політичному житті карпатських українців і започаткувала добу явної участі Закарпаття у Всеукраїнському визвольному русі, що стривожило не тільки Прагу, а й Будапешт, Москву й Варшаву. Вони переконалися, що їхні намагання пішли нанівець і на Закарпатті перемогла соборницька ідея українського націоналізму.

## Становлення і загибель Карпатської України

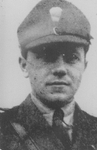
Іван Рогач в однострої Карпатської Січі

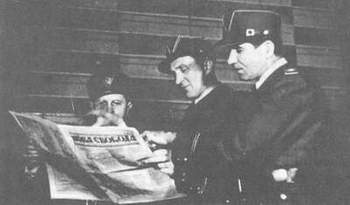
Старши́на Карпатської Січі. Зліва направо: Іван Рогач, Іван Роман і Тацинець Федір

Загалом 1937–1938 роки пройшли в посиленій боротьбі політичних партій за автономні права Карпатської України.
Скріплення боротьби за народні права вимагало не тільки концентрації сил, але й збільшення засобів боротьби. Так, від 15 червня 1938 р. тижневик «Свободу» перетворено на одинокий щоденник «Нова Свобода». Редактор Рогач у першому числі писав, що завданням «Н. С.» буде «боротися щиро за здобуття наших прав на прадідній землі». З цього часу «Н. С.» заговорила устами Рогача до всіх українців, закликаючи до створення єдиного національного фронту.
20 серпня 1938 величаве святкування 950-ліття Хрещення Руси-України в с. Невицькім при тисячних масах учасників перетворилося в могутню маніфестацію соборності українських земель і соборності духа української нації. З цієї нагоди ОУН випустила медаль з написом «Царице України! З'єднай і визволь нас!», якою удекоровано учасників цієї релігійно-національної маніфестації. Це призвело до арешту Івана Рогача й інших націоналістів.
4 вересня 1938 року відбувся Політичний Конгрес, що його скликала Перша Центральна Руська (Українська) Народна Рада. Голова якої був о. А. Волошин, а до Президії Ради входив і молодий його вихованець — Іван Рогач. Того ж самого дня молоді учасники політичного конгресу, організовують напівмілітарну «Українську Національну Оборону», головою якої було обрано Василя Івановчика, Іван Рогач — містоголова й організаційний референт, Степан Росоха — секретар. Потім згодом у Хусті УНОборона перетворилася в Організацію Національної Оборони «Карпатська Січ». Головним Командантом вибрано Дмитра Климпуша, а крім нього до Головної Команди вибрано «Три Ро» — Іван Роман (Містокомандат — заступник гол. команданта), Іван Рогач (військовий Писар), Степан Росоха (Зв'язковий — зв'язковий старшина з урядом КУ, референт преси, інформації та ідеологічно-політичного вишколу).
Рогач разом із Росохою були безпосередніми лучниками поміж членами ПУН та урядом Карпатської України.
Карпатські українці, проголосивши суверенність Карпатської України не завагалися стати в нерівний бій проти військових сил Мадярщини та Польщі. Близько 5 000 карпато-українських воїнів впало на полі слави, в бою з наступаючими мадярськими дивізіями. Тисячі опинилися в концтаборах Кривої, Варья-Лапоша та мадярських катівнях. Інші тисячі карпатських січовиків пішли в підпілля, а десятки тисяч пішли в еміграцію.
Зі сльозами на очах згадував ці події В. А. Рогач: 
| Якщо в бій під Крутами пішли студенти, які навчалися військовій справі, то тут ішли діти середніх шкіл. А. Волошин дав розпорядження по школах, щоб дітей не допускали близько до фронту, але їх не можна було стримати. Вони йшли. На трьох учнів був один кріс, хоча на Закарпатті на той час була величезна кількість зброї. Однак її чехи та словаки не хотіли дати населенню, щоб ті могли оборонятись, а якщо хтось і підходив до них з проханням віддати зброю, вони їх убивали. | В самому Березному В.Рогач нарахував на шкільному дворі 28 танків і це танки, які не можна було прирівняти до німецьких танків. І коли мадярська дивізія окупувала Карпатську Україну — чехи повтікали залишивши ці танки та іншу зброю так і не використавши їх, і не давши використати січовикам.
Після окупації мадярами Карпатської України Рогач їде на українську Прящівщину й там пробує видавати часопис для селянства, але словаки скоро пішли слідами чехів, шляхом словакізації Пряшівщини, тому відмовляють йому право публікувати газету, а згодом право побуту в Словаччині.
Певний час проживав у Львові, де очолював допомоговий комітет для поворотців з еміграції.

## Боротьба під німецькою окупацією
Як тільки німецькі війська відкинули більшовиків на схід, І. Рогач — перший із групою друзів, націоналістів-підпільників увійшов до Києва.
«Я вже два тижні в Києві, редагую одинокий тут щоденник, тобто сповнилась моя давня мрія. Умовини життя тут досить тяжкі, бо недостає харчів, але якось даємо собі ради навіть ліпше, ніж у Львові… Я тут маю простору квартиру». (Київ, 7 жовтня 1941 р.).
Жив І. Рогач по вулиці Толстого в будинку під числом 10[уточнити] мешкання 3. На цій же вулиці кілька будинків далі проживали — Олег Ольжич, Олена Теліга. Ця вулиця, колишня Караваєвська, була пристановищем групи революціонерів українського спротиву.
Через «Українське слово» продовжив започатковане у Хусті діло. На початку в Києві не було цілої друкарні, яка б могла друкувати щоденну газету, а тому її перші числа друкувалися у Житомирі, але дуже скоро було відремонтовано друкарню «Пролетарської правди» і вже з початком жовтня «Українське слово» друкувалось в Києві. Всі працівники, за винятком верхівки, залишилися від совєтів, але урядова «чернь» все ще говорила «на язике», а тому в деяких місцях можна було бачити нагадування: «Розмовляти по-українськи». В атмосфері відчувався холодок і стримання. Співробітництво з цими людьми не обіцяло приязні. Ідеальний клімат для інтриг і донощицтва, що значило смертельну небезпеку. Попри все кожен знав своє місце і була повна субординація.
В той скрутний час, коли Іван Рогач був головним редактором, вийшов один з найбільших тиражів «Українського слова» — 60 000 примірників — це була найвища цифра, яку вони могли тоді осягнути, гамовані браком паперу. Навіть за час незалежності нашої держави, цей тираж не те, щоб перевищили, але й не повторювали. Але не довго йому пощастило розгортати українську свідомість та допомогову працю. Почалися масові арешти українських націоналістів (спочатку — радикальних ОУН(б), а потім і послідовних ОУН(м)). Так, під час відзначення пам'яті боїв під Крутами — Рогач, виступаючи з промовою, проголосив: «Україна понад усе!». Це почули агенти і донесли німцям.

## Арешт та розстріл
Під час зібрання, які часто проводили українські націоналісти, в приміщенні театру, Рогачу сповіщають, що його шукають німці, щоб заарештувати і пропонують Івану оминути зустріч з ними, вийшовши чорним ходом, а там емігрувати за кордон. Але Рогач відмовився: «Я ввійшов сюди центральним входом, туди і вийду».
Юрій Степовий згадував:

| Лютий 1942 року, до камери сірого будинку по вулиці Володимира, впускають три собаки, а слідом за ними, ледве пересуваючи ноги, заходить І. Рогач. Під очима синці, обличчя опухле, губи потріскані, убрання пом'яте. Ще зовсім недавно він приймав мене у своєму кабінеті редакції «Українське слово», акуратно виголений, убрання дбайливо попрасоване на кант. Тепер від нього одна тінь та передчасно погаслі очі. Але все ж і в цій ситуації він тримався достойно. На всі запитання і закиди суворого слідчого твердив своє незмінне: «Ні!». Слідчий нервувався і кричав, а потім вигукнув якесь слово і вовчури вмить накинулись на І.Рогача. Свистіли гестапівські нагаї в повітрі, сердито гавкали і грізно гарчали вовчури, шматуючи свою жертву. Зрештою все стихло. Дужі гестапівці поволокли непритомного в'язня по цементних сходах. |
У суботу, 18 лютого 1942 року в'язень 29-ї камери Іван Рогач, його сестра Ганна з групою українських патріотів були розстріляні в Бабиному Яру.

## Вшанування пам'яті
- 14 березня 2013 року в селищі Великий Березний по вул. Корятовича, 1 відбулось відкриття та освячення меморіальної дошки Івану Рогачу[5].
- В селищі Великий Березний існує вулиця Івана Рогача (колишня Першотравнева).
- З 2017 року в Києві існує вулиця Івана Рогача[6].
- У місті Хуст існує вулиця  Івана Рогача